# Swarzów (Pequeña Polonia)
Swarzów [pronunciación en polaco: /ˈsfaʐuf/] es un pueblo en el distrito administrativo de Gmina Olesno, dentro del distrito de Dąbrowa, voivodato de Pequeña Polonia, en  el sur de Polonia. Se encuentra aproximadamente 3 kilómetros al sudeste de Olesno, 5 kilómetro al noroeste de Dąbrowa Tarnowska, y 74 kilómetros al este de la capital regional, Kraków.
El pueblo tiene una población de 751 habitantes.